# Ted Daffan
Theron Eugene "Ted" Daffan (21 de septiembre de 1912 - 6 de octubre de 1996) fue un músico country estadounidense conocido por componer el seminal "Truck Driver's Blues" y dos himnos country de amor no correspondido muy cubiertos, "Born to Lose" y "Yo Soy un tonto para cuidar ".

## Primeros años
Daffan nació en Beauregard Parish, Louisiana, Estados Unidos. Vivió en Texas en la década de 1930, trabajando en un taller de reparación de instrumentos en Houston.

## Carrera musical
En la década de 1930, el líder de la banda de Western Swing, Milton Brown, convenció a Daffan para que comenzara a actuar. Poco después obtuvo su primer éxito como compositor con "Truck Drivers 'Blues", una de las primeras canciones de conducción de camiones, un motivo que dominaría la música country durante décadas.

### "Truck Drivers' Blues"
Daffan escribió "Truck Drivers 'Blues" después de detenerse en un restaurante al lado de la carretera y notó que cada vez que un camionero estacionaba su camión y entraba al café, lo primero que hacía, incluso antes de pedir una taza de café, era empujar una moneda. en la máquina de discos. Decidió escribir una canción para capturar algunas de las monedas de cinco centavos de los camioneros y hacerse rico y famoso. Grabada por el artista de swing occidental Cliff Bruner (con Moon Mullican como vocalista principal) en 1939, la canción vendió más de 100.000 copias, el disco más vendido de ese año.

### Otros éxitos
Al formar su propia banda, The Texans, Daffan obtuvo una serie de éxitos, incluidos "Worried Mind", "Esos ojos azules ya no brillan", "She Goes The Other Way", "No Letter Today" y "Born to Lose". ", que también fue un disco de platino para Ray Charles en 1962. La versión de Daffan de" Born to Lose "vendió más de un millón de copias, y la RIAA le otorgó un disco de oro.
"I'm a Fool to Care" fue lanzado por primera vez por Texans de Ted Daffan en 1940. Su lamento duradero, "I'm a fool to care, when you don't care for me", fue grabado por numerosos artistas durante los años siguientes. 75 años. La versión de Les Paul y Mary Ford llegó al número 6 en la lista Billboard Hot 100 en 1954 y apareció en un popular comercial de Southern Comfort en 2013. La versión pop de pantano de Joe Barry de 1961 vendió más de un millón de copias. Ray Charles lo grabó en 1965; Ringo Starr lo incluyó en su primer álbum en solitario en 1970; y Boz Scaggs la convirtió en la canción principal de su lanzamiento de 2015, que llegó al número 1 en la lista de blues de Billboard.

### Jubilación y muerte
Daffan dejó la actuación activa en la década de 1960 y fundó una editorial con sede en Nashville con Hank Snow. Se retiró a Houston, pero mantuvo intereses en el negocio editorial durante un tiempo. Murió en 1996 en Houston, Texas.

## Discografía
- Conqueror 9697: "Put Your Little Arms Around Me / I'm A Fool To Care" (1940)
- Conqueror 9698: "She Goes The Other Way / Gray Eyed Darling" (1940)
- Conqueror 9699: "Blue Steel Blues / Worried Mind" (1940)
- Conqueror 9700: "Rainy Day Blues / Let Her Go" (1940)
- Conqueror 9701: "I'm Sorry I Said Goodbye / I Told You So" (1940)
- Okeh 5668: "Worried Mind / Blue Steel Blues"
- Okeh 5741: "Crying The Blues Again / Where The Deep Waters Flow" (1940)
- Okeh 6172: "Because / Those Blue Eyes Don't Sparkle Anymore" (1941)
- Okeh 6253: "Weary, Worried And Blue / Too Late, Little Girl, Too Late" (1941)
- Okeh 6504: "I'll Travel Alone / I Lost My Sunshine" (1941)
- Okeh 6542: "Breakin' My Heart Over You / Car Hop's Blues" (1941)
- Okeh 6706: "Born To Lose / No Letter Today" (1942)
- Columbia 20077: "Shut That Gate / Broken Vows" (1946)
- Columbia 20103: "Baby You Can't Get Me Down / You Better Change Your Ways Baby" (1946)
- Columbia 20358: "Long John / Lonesome Highway" (1945)
- Columbia 20567: "Flame Of Love / I'm That Kind Of Guy" (1949)
- Columbia 20628: "That's A Dad Blamed Lie / Take That Leash Off Of Me" (1949)
- Columbia 20678: "I've Got Five Dollars And It's Saturday Night / I'm Gonna Leave This Darned Old Town" (1950)
- Columbia 20707: "Ain't Got No Name Rag / Kiss Me Goodnight" (1950)